# Alexander Conrady (Historiker)
Alexander Hubert Alphons Conrady (* 31. August 1875 in Burscheid; † nach 1909) war ein deutscher Historiker. Er lebte in Oderberg. Conrady war im Archiv der SPD tätig.

## Schriften
- Geschichte der Clanverfassung in den schottischen Hochlanden. Duncker & Humblot, Leipzig 1898.
- Geschichte der Revolution vom niederländischen Aufstand bis zum Vorabend der französischen Revolution. 2 Bände. Vorwärts, Berlin 1910–1911.
- Völkerschlachten und Klassenkämpfe. Urkundliche Beiträge zur Jahrhundertfeier gesammelt von A. Conrady. Erster Teil (= Bibliothek des Wissens. Nr. 3). Vorwärts, Berlin 1913.
- Werden der Demokratie: Anfänge der Demokratie in England; Studien zur Geschichte der Levellerbewegung. Vorwärts, Berlin 1920.
- Die Rheinlande in der Franzosenzeit (1750 bis 1815). Dietz, Stuttgart 1922.
- Der Hochverräter: Dem Mann der rettenden Tat Yorck von Wartenburg. Brunnen, Berlin 1931.